# شيران ييني
شيران ييني (بالعبرية: שרן ייני‏) (8 ديسمبر 1986 بتل أبيب في إسرائيل - ) هو لاعب كرة قدم إسرائيلي في مركز الوسط. شارك مع منتخب إسرائيل تحت 21 سنة لكرة القدم ومنتخب إسرائيل لكرة القدم. أما مع النوادي، فقد لعب مع فيتيسه آرنهم ونادي مكابي تل أبيب.

## وصلات خارجية
- شيران ييني على موقع الاتحاد الأوربي (الإنجليزية)
- شيران ييني على موقع قاعدة بيانات كرة القدم.إي يو (الإنجليزية)
- شيران ييني على موقع ناشيونال فوتبول تيمز (الإنجليزية)
- شيران ييني على موقع Soccerway.com (الإنجليزية)
- شيران ييني على موقع AS.com (الإسبانية)